# Louis-Lucien Bonaparte
Pour les articles homonymes, voir Bonaparte.
Louis-Lucien Bonaparte, né le 4 janvier 1813 à Thorngrove, une propriété relevant de la paroisse de Grimley (Worcestershire), Angleterre, et mort le 3 novembre 1891 à Fano, Italie, est député, puis sénateur du Second Empire et philologue, spécialiste de la langue basque.

## Famille
Louis-Lucien Bonaparte est le fils de Lucien Bonaparte et le neveu de Napoléon Ier. Il naît pendant la captivité de son père en Angleterre.
Il est titré prince français en 1815[réf. nécessaire] avec prédicat personnel d'altesse impériale[réf. nécessaire] à la suite de la réconciliation de son père avec Napoléon Ier, puis simplement prince Bonaparte, en vertu du statut de la famille impériale adopté par Napoléon III.
Le 4 octobre 1833, il épouse à Florence Maria Anna Cecchi, fille d'un sculpteur florentin, dont il se sépare en 1850. Il demande alors la main de la princesse Alexandra de Bavière, fille du roi Louis Ier, mais sa demande est refusée.
Sa femme étant décédée à Ajaccio, le 17 mars 1891, il se remarie le 15 juin suivant avec Clémence Richard, native de Larrau en Soule avec qui il a eu un fils né adultérin, Louis-Clovis (1859-1894).

## Carrière politique
Député conservateur de Corse, puis de la Seine sous la Deuxième République, il soutient la politique de son cousin Louis-Napoléon Bonaparte. À l'avènement de l'Empire, il en est récompensé par sa nomination au Sénat.
Comme les autres descendants de Lucien Bonaparte, il est autorisé à porter le titre de « prince Bonaparte » à l’avènement du Second Empire. Cependant, les descendants de Lucien Bonaparte ne prennent pas place dans l'ordre de succession à l'Empire et ne sont pas princes français.
En tant que sénateur, il est fait grand-officier puis grand-croix de la Légion d'honneur en 1863.

## Décorations
- Grand officier de la Légion d'honneur (3 janvier 1860)
- Grand-croix de la Légion d'honneur (15 mars 1863)

## Travaux linguistiques
Louis-Lucien Bonaparte parlait couramment l'anglais, le français, l'espagnol, l'italien et le basque. C'est au basque qu'il consacra essentiellement son activité ; mais il marqua en différentes occasions un certain intérêt pour le breton. Il finança notamment la publication à Londres, en 1867, d'une traduction de l'Evangile de s. Matthieu dans le dialecte vannetais, par les soins de Christoll Terrien.
L'impressionnante bibliothèque de linguistique qu'il avait rassemblée (plus de 18 000 volumes) a été acquise en bloc, en 1901, par la Newberry Library de Chicago.

### L'étude de la langue et des dialectes basques
S'il étudie des langues régionales parlées en Italie et en Angleterre, la plupart de ses travaux linguistiques porte sur l'étude de la langue basque avec notamment une classification des différents dialectes du basque qui a été utilisée jusqu'à tout récemment.
En 1856, le prince inaugure une nouvelle période de la littérature en basque avec la publication de la traduction de saint Mathieu par Emmanuel Inchauspé en souletin et par Sallaberry Ibarrola en bas-navarrais. En arrivant au Pays basque, le prince constitue une équipe de collaborateurs dont en premier lieu Jean-Pierre Duvoisin, qui avait déjà traduit les textes bibliques et préparait un dictionnaire. Les autres collaborateurs ont été Jose Antonio Uriarte (1812-1869), d'Arrigorriaga ; Klaudio Otaegi (1836-1890), de Zegama ; Emmanuel Inchauspé (1815-1902), de Zunharreta ; M. Salaberry, d'Ibarrola ; Bruno Etxenike (1820-1893), d'Urdax ; l'abbé Casenave ; Jose Antonio Azpiazu, de Segura ; Juan Eloi Udabe, de Tolosa ; Mariano Mendigatxa, de Bidangoze ; Prudentzio Hualde (1823-1879), de Bidangoze ; Pedro José Samper de Jaurrieta ; l'abbé Ibarnegarai ; et J.-B. Archu (1811-1881), d'Altzürükü. De tous ces collaborateurs, les deux premiers réalisent les premières traductions intégrales de la Bible, la première publiée en labourdin par les soins du prince (chronologiquement, il y a d'abord eu une traduction du Nouveau Testament par Joannes Leizarraga (La Rochelle, 1571) puis celle de la Bible du capitaine Duvoisin, suivie de celle de Jose Antonio Uriarte).

## Principales publications
- Carte des sept provinces basques, 1863 ;
- Le verbe basque en tableaux, 1869 ;
- Études sur les trois dialectes basques des vallées d'Aezcoa, de Salazar et de Roncal, 1873 ;
- Observations sur le basque de Fontarabie, d'Irun, etc., 1877.

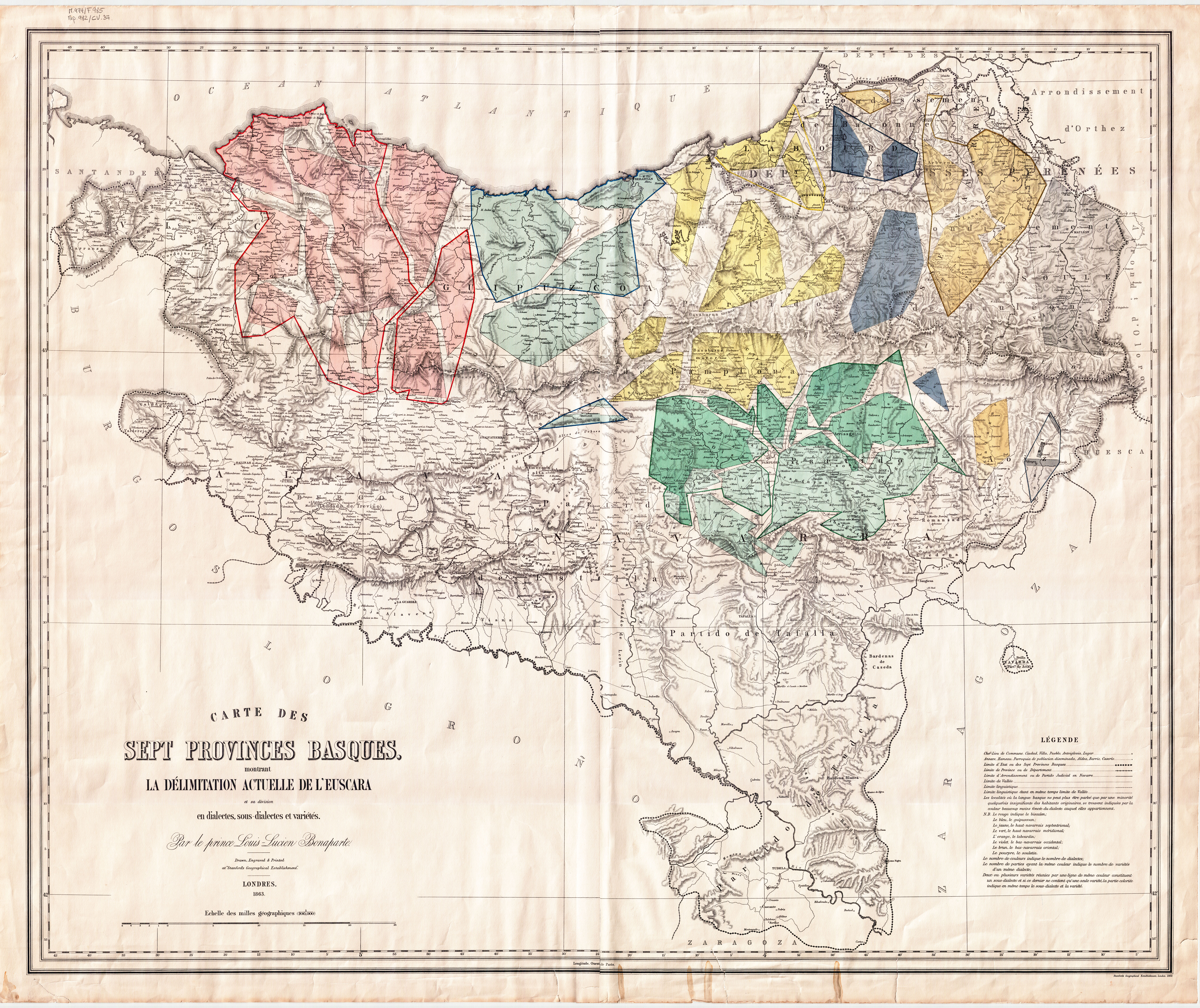
Carte des sept provinces basques
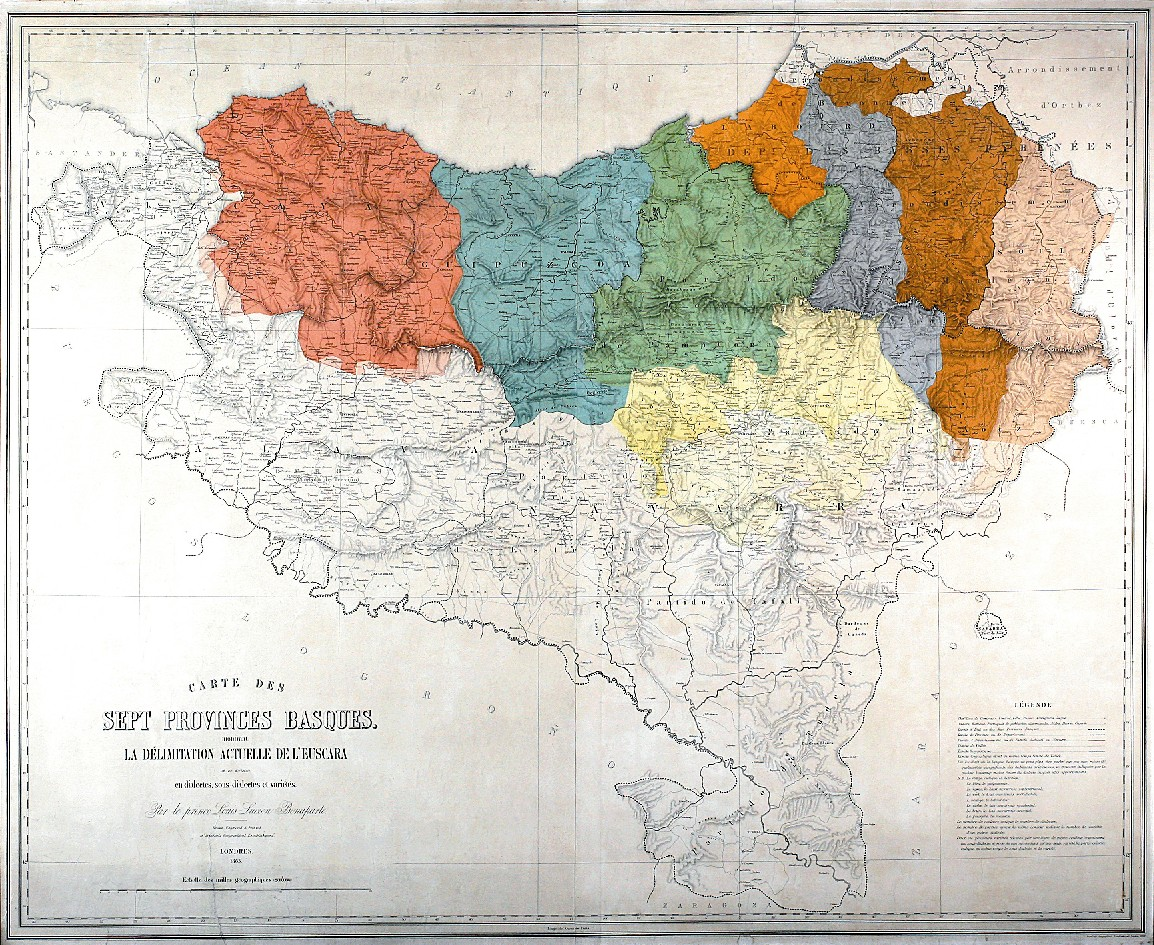
Carte des sept Provinces Basques